# Eparchia archangielska

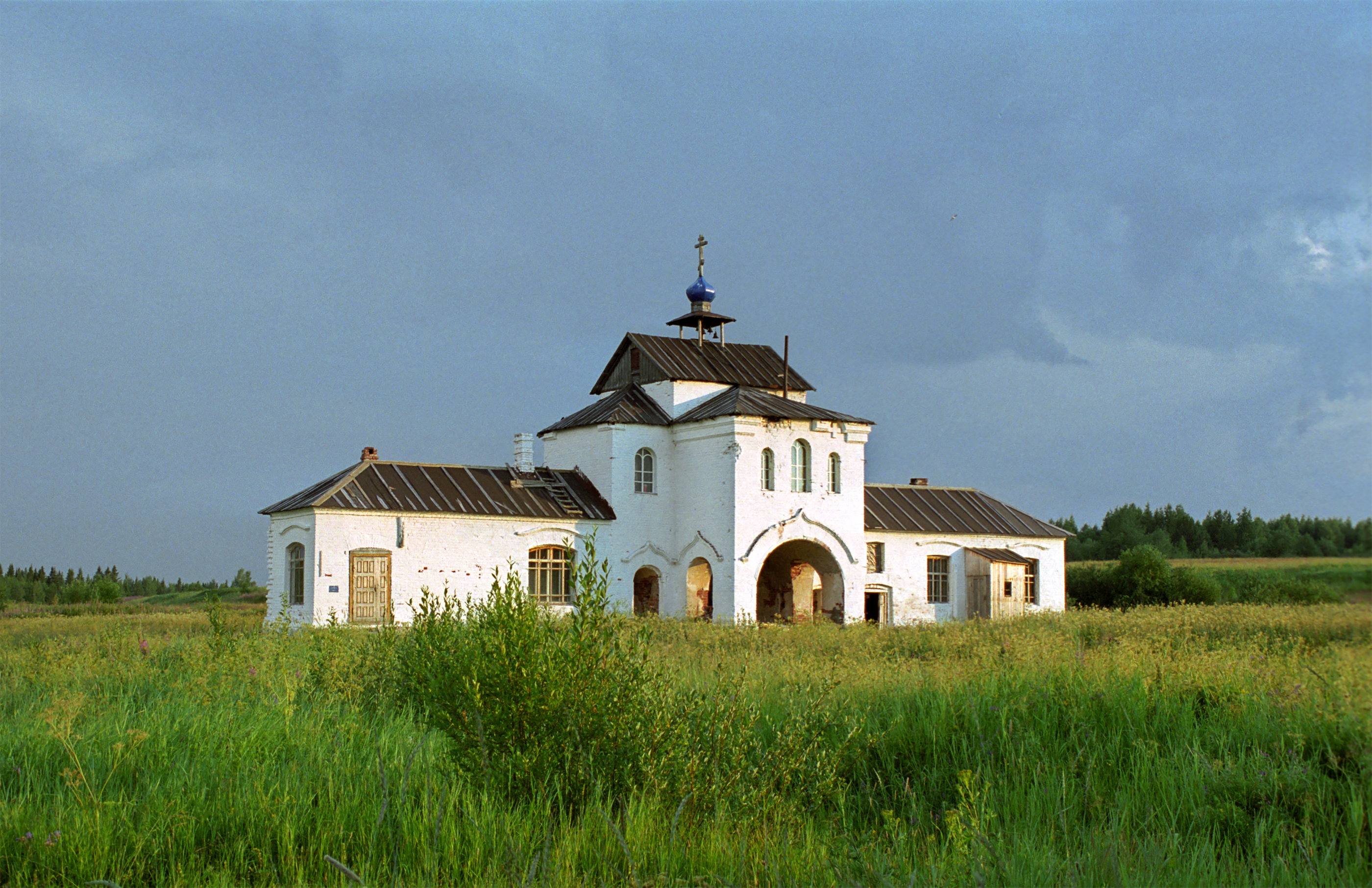
Kożejezierski Monaster Objawienia Pańskiego

Eparchia archangielska (Архангельская и Холмогорская епархия) — eparchia w metropolii archangielskiej Rosyjskiego Kościoła Prawosławnego, położona na terenie części obwodu archangielskiego. Jej obecnym ordynariuszem jest biskup Korneliusz (Siniajew).
W 2011 Święty Synod Rosyjskiego Kościoła Prawosławnego wydzielił z jej terytorium eparchie kotłaską i narjan-marską oraz zmienił dotychczasową nazwę eparchii (archangielska i chołmogorska) na eparchia archangielska. W 2017 z eparchii archangielskiej wydzielono eparchię plesiecką.

## Historia
W 1682 została powołana eparchia chołmogorska i waska, pokrywająca się terytorialnie z dzisiejszą eparchią archangielską i chołmogorską. Jednostka ta została wyodrębniona z metropolii nowogrodzkiej. Pierwszym eparchą był w latach 1682–1702 Atanazy (Lubimow). Obecną nazwę eparchia nosi od 1732 (z przerwą w latach 1787–1799, kiedy funkcjonowała jako archangielska i ołoniecka, oraz 1985–1995 – archangielska i murmańska), a od 1762 jej katedra znajduje się w Archangielsku – wcześniej siedzibą biskupa były Chołmogory.

## Biskupi
- Atanazy (Lubimow) 1682–1702
- Parteniusz (Nieboza) 1703–1704
- Sylwester (Krajski) 1705–1707
- Rafał (Krasnopolski) 1708–1711
- Barnaba (Wołatkowski) 1712–1730
- German (Kopcewicz) 1731–1735
- Aaron 1735–1738
- Sawa (Szpakowski) 1739–1740
- Warsonofiusz (Szczenykow) 1740–1759
- Joazaf (Lisianski) 1761–1769
- Antoni (Zybielin) 1770–1773
- Arseniusz (Wierieszczagin) 1773–1775
- Beniamin (Krasnopiewkow) 1775–1798
- Apollo (Bajbakow) 1798–1801
- Eulampiusz (Wwiedienski) 1801–1809
- Parteniusz (Pietrow) 1809–1819
- Józef (Wieliczkowski) 1819–1821
- Neofit (Dokuczajew-Płatonow) 1821–1825
- Aaron (Narcissow) 1826–1830
- Jerzy (Jaszczurżynski) 1830–1845
- Warłaam (Uspienski) 1845–1854
- Antoni (Pawlinski) 1854–1857
- Aleksander (Pawłowicz) 1857–1860
- Nataniel (Sawczenko) 1860–1871
- Juwenaliusz (Karjukow) 1871–1876
- Makary (Mirolubow) 1876–1879
- Nataniel (Soborow) 1879–1882
- Serapion (Majewski) 1882–1885
- Nataniel (Soborow) 1885–1890
- Aleksander (Zakke-Zakkis) 1890–1893
- Nikanor (Kamienski) 1893–1896
- Joannicjusz (Nadieżdin) 1896–1901
- Joannicjusz (Kazanski) 1901–1908
- Micheasz (Aleksiejew) 1908–1912
- Nataniel (Troicki) 1912–1921
- Antoni (Bystrow) 1921–1924
- Sofroniusz (Ariefjew), locum tenens 1924–1927
- Antoni (Bystrow) 1927–1931
- Apollo (Rżanicyn) 1931–1933
- Nikifor (Nikolski) 1933–1934
- Nikon (Purlewski) 1934–1937
- Jan (Sokołow) 1937–1938/1939
- Michał (Postnikow) 1944, nie objął katedry
- Leoncjusz (Smirnow) 1944–1953
- Gabriel (Ogorodnikow), locum tenens 1953
- Teodozjusz (Kowernynski) 1953–1956
- Nikander (Wiktorow) 1956–1961
- Innocenty (Zielnicki) 1961–1962
- Polikarp (Prijmak) 1962–1966
- Nikon (Fomiczow) 1966–1977
- Izydor (Kiriczenko) 1977–1987
- Pantelejmon (Dołganow) 1987–1995
- Tichon (Stiepanow) 1996–2010
- Manuel (Pawłow), locum tenens 2010
- Daniel (Dorowskich) 2010–2019
- Korneliusz (Siniajew), od 2019[1]

## Podział administracyjny
Do 2017 eparchia archangielska dzieliła się na następujące dekanaty: 
- archangielski (19 parafii);
- chołmogorski (6 parafii);
- kargopolski (17 parafii);
- mirnyński (3 parafie);
- oneski (1 parafia);
- pinieski (7 parafii);
- plesiecki (13 parafii);
- primorski (6 parafii);
- siewierodwiński (6 parafii);
- winogradowski (4 parafie)[4].

Na terenie eparchii (przed wydzieleniem eparchii plesieckiej) działały cztery klasztory męskie i dwa żeńskie.